# 알리시아 산스
알리시아 산스(Alicia Sanz, 1988년 4월 10일 ~ )는 스페인의 배우이다.

## 출연 작품
- 빌리어네어 보이즈 클럽 - 제인 역
- 퍼펙트